# V. Ióannész bizánci császár
V. Ióannész Palaiologosz, magyarosan V. János (görögül: Ίωάννης Ε' Παλαιολόγος), (Didümoteikhó, 1332. június 18. – Konstantinápoly, 1391. február 16.), uralkodott: 1341-1391) bizánci császár 1341-től 1376-ig, 1379-től 1390-ig, és 1390-től haláláig.

## A Ióannészok viszálya
Ióannész kilencéves volt, amikor megörökölte a császári bíbort, így régens kormányzott helyette apja minisztere, Ióannész Kantakuzénosz személyében. A régensnek komoly ellentábora akadt, amit az anyacsászárné is erősített, így elmenekült Konstantinápolyból, és fellázadt. Trákiában császárrá koronáztatta magát VI. Ióannész néven, míg az ifjú V. Ióannész és támogatói a fővárosban húzták meg magukat. Hat évig dühöngött a polgárháború, minek során az ellenfelek az amúgy ellenséges szerbek és oszmánok, illetve mindenféle nemzetiséghez tartozó zsoldosok segítségéhez is folyamodtak. Végül a lázadó régens győzött azáltal, hogy kiegyezett a törökökkel, és 1347-ben bevonult a fővárosba. Ellenzékével alkut kötött: császárrá koronáztatta magát, a legális uralkodót teljesen háttérbe szorítva mindennemű intézkedésben.
Kantakuzénosz Ióannész intézkedései révén azonban nemsokára elvesztette népszerűségét, és V. Ióannész átvehette a hatalmat. A sikerhez hozzájárult még Francesco Gattilusio ügyessége is, aki csellel behajózott Konstantinápolyba és a falakat védő katonaságot semlegesítve megnyitotta a kapukat Ióannész előtt. Ióannész a segítségért cserébe Gattilusiónak és testvérének adta Leszbosz szigetét, aki I. Ferenc néven szuverén uralkodó lett és a Genovai Köztársaság érdekeit kezdte szolgálni.

## Országos léptékű családi problémák
Ióannész uralma alatt a birodalom felbomlása tovább folytatódott fia, a későbbi IV. Andronikosz lázongása (1376-1379 között ő tette le V. Ióannészt a trónról, és 1385-ben megint megpróbálta átvenni a hatalmat) és a folyamatos oszmán támadásoknak köszönhetően, akik időközben Európában is megvetették a lábukat (1354, Gallipoli). 1381-től a birodalom rendszeres sarcot fizetett a törököknek, akik I. Murád szultán óta Edirnében állították fel központjukat. Bizáncot a császár erőtlen kísérlete a kereszténység újraegyesítésére sem mentette meg a lejtőn való egyre mélyebbre süllyedéstől, és a hamarosan bekövetkező végső bukástól. Az idős császár még élete utolsó éveiben is kénytelen volt egy újabb családtagja ellen harcolni: ezúttal VII. Ióannész, Andronikosz fia kényszerítette nagyapjára akaratát (1390).
| Előző uralkodó: III. Andronikosz | Bizánci császár 1341 – 1376 1347-től 1354-ig VI. Ióannész társcsászár | Következő uralkodó: IV. Andronikosz |

| Előző uralkodó: IV. Andronikosz | Bizánci császár 1379 – 1390 | Következő uralkodó: VII. Ióannész |

| Előző uralkodó: VII. Ióannész | Bizánci császár 1390 – 1391 | Következő uralkodó: II. Manuél |